# Bactrocera surrufula
Bactrocera surrufula är en tvåvingeart som beskrevs av Drew 1989. Bactrocera surrufula ingår i släktet Bactrocera och familjen borrflugor. Inga underarter finns listade.